# Ville ibéro-romaine fortifiée de La Carència
La ville ibéro-romaine fortifiée de La Carència  est un site archéologique situé dans la commune de Turís (comarque de Ribera Alta) dans la province de Valence,.
Le site préhistorique puis historique est un établissement ibéro-romain qui a été occupé du IVe siècle av. J.-C. jusqu'au IIe siècle apr. J.-C., puis durant la période d'occupation musulmane. Il a une tour de guet. Il est considéré comme Bien d'intérêt culturel depuis 2008.

## Historique
Le site de La Carencia, d'une superficie de plus de 8 hectares, a commencé à être connu au XIXe siècle, mais ce n'est qu'en 1971 que furent réalisées les premières fouilles archéologiques montrant des matériaux issus des cultures de l'âge du bronze, de l'âge du fer, romaine et arabe, grâce aux travaux de la chercheuse Milagro Gil-Mascarrell dans les années 1971-1972.
En 2001, a commencé un projet de la Députation provinciale de Valence, sous la direction de la conservatrice du Musée de la préhistoire de Valence, Rosa Albiach Descals, grâce auquel trois murs avec des tours construites pour se défendre, ont permis une bonne visibilité de la zone et donnent l'idée de la grandeur du lieu, entre les IVe et IIIe siècles av. J.-C.. Vingt-deux sites de fouilles ont mis au jour de nombreuses céramiques importées de la Grèce antique et de la Rome antique, des pièces de monnaie de Kili. Les vestiges montrent des signes de défense, de résistance, d'incendie et de destruction qui peuvent être trouvés sur tout le site.

## Galerie

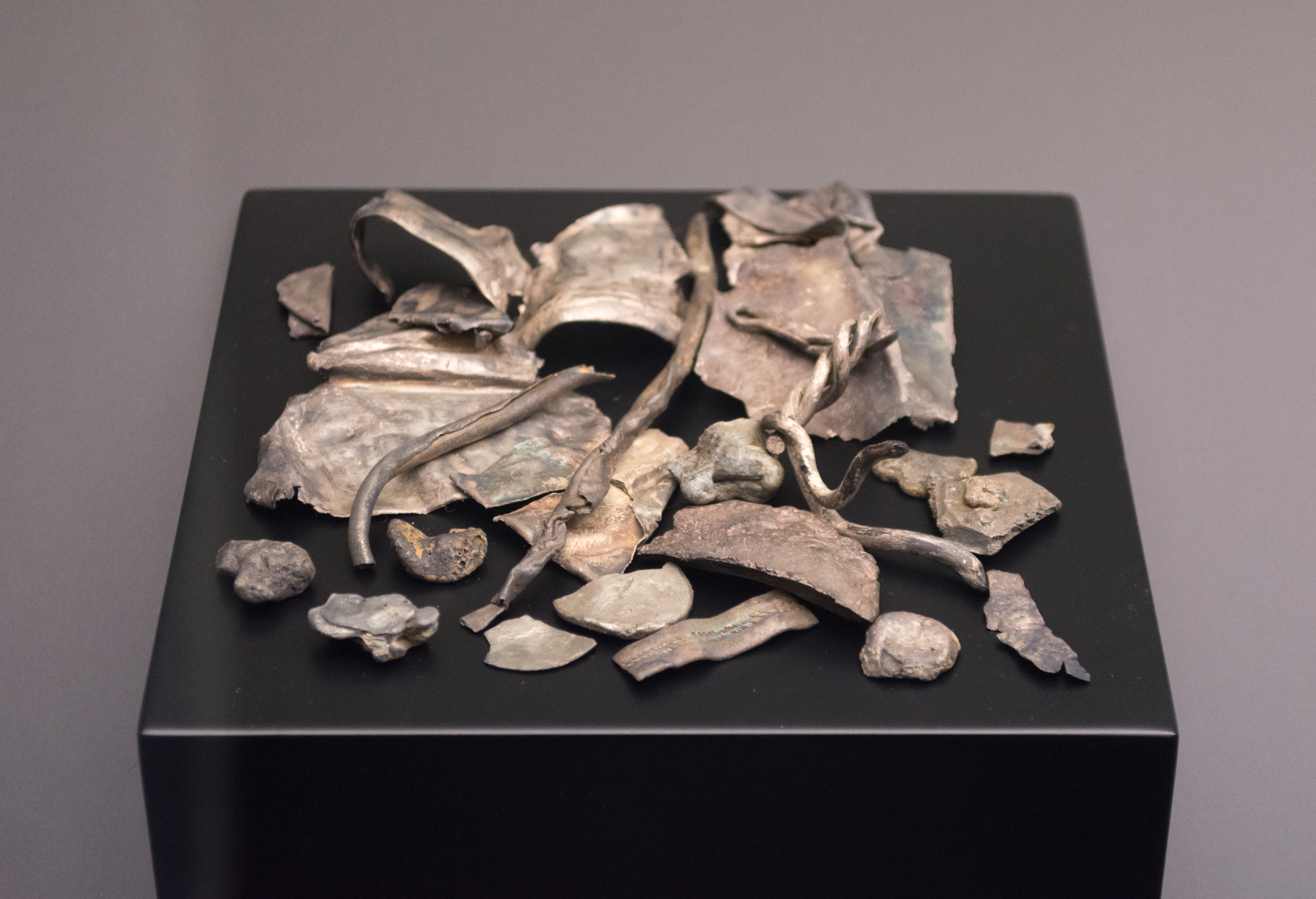
Fragments d'argent brut de La Carencia.
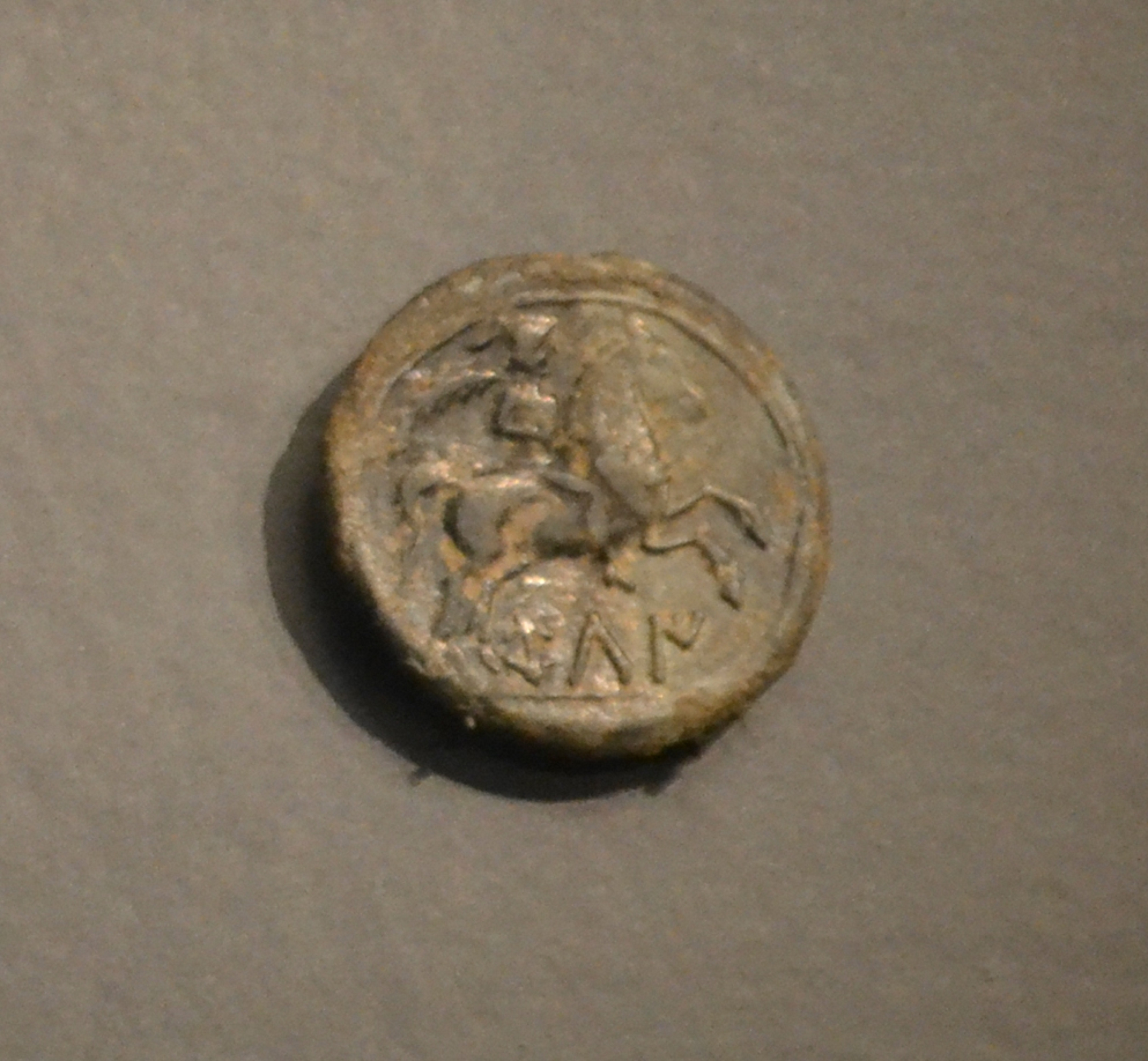
Monnaie de bronze de Kili.